# Alpatláhuac
Alpatláhuac es una localidad del estado mexicano de Veracruz. Es cabecera del municipio de Alpatláhuac.

## Demografía
| Censo | Población |
| ----- | --------- |
| 1900  | 771       |
| 1910  | 1134      |
| 1921  | 213       |
| 1930  | 345       |
| 1940  | 948       |
| 1950  | 319       |
| 1960  | 308       |
| 1970  | 448       |
| 1980  | 767       |
| 1990  | 1110      |
| 1995  | 1190      |
| 2000  | 1038      |
| 2005  | 1167      |
| 2010  | 1181      |
| 2020  | 1295      |